# God's Great Banana Skin
God's Great Banana Skin är ett album från 1992 av Chris Rea. Skivan blev en stor kommersiell framgång och har sålts i mångmiljonupplagor.

## Låtlista
1. "Nothing to Fear" - 9:10
2. "Miles Is a Cigarette" - 4:15
3. "God's Great Banana Skin" - 5:15
4. "90's Blues" - 5:10
5. "Too Much Pride" - 4:25
6. "Boom Boom" - 5:10
7. "I Ain't the Fool" - 4:00
8. "There She Goes" - 4:35
9. "I'm Ready" - 4:50
10. "Black Dog" - 4:10
11. "Soft Top, Hard Shoulder" - 4:30